# Tanxianjia Jiao
Tanxianjia Jiao (chinesisch 探险家角 ‚Forscherspitze‘) ist eine aufragende Landspitze an der Ingrid-Christensen-Küste des ostantarktischen Prinzessin-Elisabeth-Lands. Sie liegt 40 bis 50 m nördlich des Xiaogui Shan unweit der chinesischen Zhongshan-Station im Norden der Halbinsel Xiehe Bandao in den Larsemann Hills. Die Landspitze markiert die nordwestliche Begrenzung der Einfahrt zur Bucht Zhongshan Wan.
Chinesische Wissenschaftler benannten sie 1989.